# آپ اروسپیس
آپ اروسپیس (انگلیسی: UP Aerospace) شرکت هوافضای آمریکایی است، که در سال ۲۰۰۴ تأسیس شد.